# اسماعیل بوداک
اسماعیل بوداک (انگلیسی: İsmail Budak؛ زادهٔ ۸ ژوئیهٔ ۱۹۹۲) بازیکن فوتبال اهل ترکیه است.
از باشگاه‌هایی که در آن بازی کرده‌است می‌توان به باشگاه فوتبال اسنابروک اشاره کرد.